# Ješek z Brtnice
Ješek z Brtnice, markraběcí leník Stonařova a purkrabí na Novém Hrádku u Znojma, patřil ve 14. století k majetným kolonizátorům z řad nižší šlechty na Jemnicku, v okolí Brtnice a také na Znojemsku.

## Ješek Schössel a rod tří makovic
Roku 1337 jsou zmiňováni bratři Vok a Erhart erbu tří makovic (či per). Pravděpodobně potomky jednoho z bratrů byli bratři: Ješek Schössel z Brtnice, Racek (také Lanczlin či Lenzlin) z Brtnice, Tvoch z Brtnice, Neplach z Lesonic a Markvart z Bohušic. Ješek Schössel (také Schoslin, Šeslin) se poprvé připomíná roku 1358 na Jemnicku, kdy jeho bratr Lenzlin na něj převedl majetky v Loukovicích (Laukowitz, nyní Slavíkovice), Dešné a Loučce. Ješek na nich vzápětí své švagrové Anežce zapsal věno.
Podle deskových zápisů spolupracoval Ješek Schössel na rozšíření svého zboží hlavně s bratrem Lanczlinem. Prodal majetky na Jemnicku a nové zakoupil na Stonařově. Jako leník markraběte Jošta a purkrabí na Novém Hrádku u Znojma je připomínán při různých majetkových transakcích markraběte a některých jeho dvořanů. Byl dvakrát ženat, poprvé s Domkou a podruhé s Annou ze Stařechovic. Jeho potomstvo není známé. Jeho lenní majetek získal po jeho smrti opět markrabě, alodiální majetek či movitosti Jakub z Oponešic.

### Majetkové transakce na Jemnicku
Oba bratři Ješek Schössel a Lenzlin tehdy odprodali Filipu z Louček čtyři lány věna a stali se poručníky věna Lunety, manželky Sezemy z Plačovic. Jak jeden tak druhý zdědili polovinu vsi Dlouhá Brtnice a v roce 1360 se oba dohodli na spolku na veškerém svém majetku. Ve stejném roce zapsal Ješek Schössel v Dlouhé Brtnici své manželce Domce na 15 lánech 150 kop grošů věna. Dědictví v Loukovicích (Laukowitz, nyní Slavíkovice): dvě popluží, dva lány a tvrz prodal za 200 hřiven grošů Nevlasu z Oponešic. Od Voka z Tavíkovic přikoupil tavíkovickou tvrz s poplužím, vinicí, mlýnem a příslušenstvím. Zbytek dědictví v Bohušicích prodal v roce 1364 Nevlasovi z Oponešic (nyní také z Lesonic). Svůj majetek v Tavíkovicích (tvrz, půl druhého lánu, podsedek, mlýn, dva rybníky a příslušenství) nakonec odprodal Drslavovi (Drchovi) z Lesonic a ten jej postoupil dál Jimramovi z Jakubova z rozrodu Pernštejnů. Obsahem transakce v Lesonicích byla tvrz s třemi lány a třemi podsedky, s dvorem před tvrzí, rybníky, lukami a lesy, dále devět lánů a půl podsedku v sousední Cidlině.

### Lenní majitel Stonařova
V Dlouhé Brtnici prodal Ješek Schössel v roce 1365 Hrutovi z Kněžic půl tvrze, deset lánů, šest podsedků, půl krčmy a tři rybníky a v Loučce ještě dva lány. Konečně v roce 1367 zakoupil Ješek Schössel od Albrechta ze Stonařova, z rozrodu Ranožírovců, Stonařov s příslušenstvím (Dolní Ves s dvěma lány a Pivničku) a patronátním právem ke kostelu. Své druhé choti Anně ze Stařechovic a Kunštátu nechal se souhlasem jejích bratrů Hynka a Archleba ze Stařechovic obratem zapsat na městečku věno ve výši 150 hřiven grošů a markrabě Jan Jindřich mu Stonařov udělil v doživotní léno. V roce 1368 odprodal s bratrem Lanczlinem jeho díl Dlouhé Brtnice Vokovi z Kněžic a věno své manželky Anny převedl z Dlouhé Brtnice na ves Zhořec.

### Držitel Nového Hrádku na Znojemsku
Od roku 1376 až do své smrti v roce 1390 působil Ješek jako purkrabí na markraběcím Novém Hrádku, podle kterého se někdy psal. Nový Hrádek byl založen na pozemcích vsi Lukov, kterou roku 1358 markrabě Jan Jindřich obdržel výměnou od louckého kláštera právě z důvodu vybudování hradu. K Novému Hrádku ještě patřila samotná ves Lukov s patronátním právem ke zdejšímu kostelu a ves Čéšky (nyní Čížov).

## Příbuzenské vazby
V roce 1376 prodal Ondřej z Bludova (také z Nechvalína a Bučovic) v Lechovicích tři lány Vznatovi z Pernštejna, při této majetkové transakci Ondřejovi ručil Ješek Schössel. V roce 1379 se Ješek se svým bratrem Nevlasem z Lesonic pro případ úmrtí jednoho z nich dohodli na vzájemném poručnictví svých dětí. Při prodeji markraběte Jošta vsi Hrubčice kapitule u svatého Václava v Olomouci v roce 1387 ručili společně s Ješkem Erhart z Kunštátu, Petr ze Šternberka, Jan z Meziříčí, Ondřej z Nechvalína a Filip ze Svojanova, maršálek markraběte Jošta (bratr Ješka ze Svojanova).
Ve stejném roce získali Jiří z Bítova, Ješek Schössl (z Lukova) a Jošt (bratr Oneše z Božejova) a Jindřich z Jevišovic a Kunštátu od Oneše Tluksy z Dlouhé Brtnice polovinu vsi Loučky a až na 60 kop věna také jeho zboží v Dlouhé Brtnici. Schössel pak přijal na svůj díl ve spolek Sulka z Radkova (otce Franka z Radkova), mincmistra Martina z Jemnice a svého příbuzného Jakuba z Oponešic. Se Sulkem z Radkova a Jakubem z Oponešic přistoupil také na věno Anny z Plavče, sestry Jakuba z Plavče a manželky Franka z Radkova, syna Sulka. Jakub z Oponešic zastával u nižšího soudu v Jemnici, kde působilo více úředníků, funkci nejdůležitější, pravděpodobně sudího.
Po smrti prvního muže Mikše vzala totiž Anna v roce 1381 Jakuba z Oponešic na spolek, k čemuž jí dal svolení její bratr Jakub. Jakub z Oponešic byl pravděpodobně blízkým příbuzným Jana z Plavče, což vyplývá ze zápisu v roce 1385, kterým Jan z Plavče daruje Jakubovi z Oponešic své majetky v Dolních Dubňanech a svému bratrovi Michkovi zapsal svoje jmění ve Lhotě. V roce 1390 Anna zapsala svému choti Frankovi z Radkova celý svůj dědičný majetek v Plavči (tvrz s platy, polnostmi, loukami, lesy, pastvami a patronátním právem). V roce 1398 prodali Anna z Plavče a její muž Franěk z Radkova Zikmundovi z Plenkovic a jeho matce Bětce celé své zboží v Plavči s veškerým příslušenstvím (tvrz, dvůr alodiální o dvou pluzích pole, vinice, lesy, louky, lidi poplatné, práva veškerá i právo patronátní na kostel v Plavči). Noví majitelé obratem na toto zboží vzali na spolek Jakubka z Oponešic. Jakub z Oponešic byl synem Smila z Police.
V roce 1380 povolil markrabě Jošt Janu z Bítova, Gilgišovi z Radotic, Ješkovi Schösslovi z Brtnice a Janovi z Radotic uhradit za město Jemnici za Martina, syna rychtáře Mikuláše, pohledávku 550 hřiven.